# Риджуэлл, Лиам
Ли́ам Мэ́ттью Ри́джуэлл (англ. Liam Matthew Ridgewell; род. 21 июля 1984, Лондон) — английский футболист и тренер. Играл на позициях центрального и левого защитника.

## Карьера

### Ранняя карьера
Лиам Риджуэлл родился в Лондоне. И первым молодёжном клубом для него стал «Вест Хэм». Но уже в феврале 2001 года переехал в Бирмингем, в местный клуб «Астон Вилла». В мае 2002 года, вместе с командой он выиграл Молодёжный кубок Англии по футболу, поверженной командой оказался ливерпульский «Эвертон», за который в то время выступал Уэйн Руни.

### «Астон Вилла»
На следующий день после того, как забил гол за юношескую сборную Англии для игроков не старше 19 лет, он был отдан в аренду «Борнмуту». За клуб он успел сыграть пять матчей, в период с 13 октября — по 13 ноября 2002 года.
Его дебют в основной команде «Астон Виллы» пришёлся на 4 января 2003 года, клуб Риджуэлла тогда проиграл со счетом 4:1 «Блэкберну» в кубке Англии по футболу. Лиам появился на поле на 69-й минуте, заменив Роба Эдвардса.
Позже стал регулярно вызываться в молодёжную сборную Англии.
10 сентября 2006 года забил первый гол за «Астон Виллу» своему бывшему клубу «Вест Хэм».

### «Бирмингем Сити»
В 2007 году Риджуэлл перешёл в другой клуб из Бирмингема, коим стал из одноимённого города «Бирмингем Сити». Сумма трансфера составила 2 млн фунтов стерлингов. Он является первым игроком, после Деса Бремнера, который стал предметом трансфера между «Астон Виллой» и «Бирмингемом».

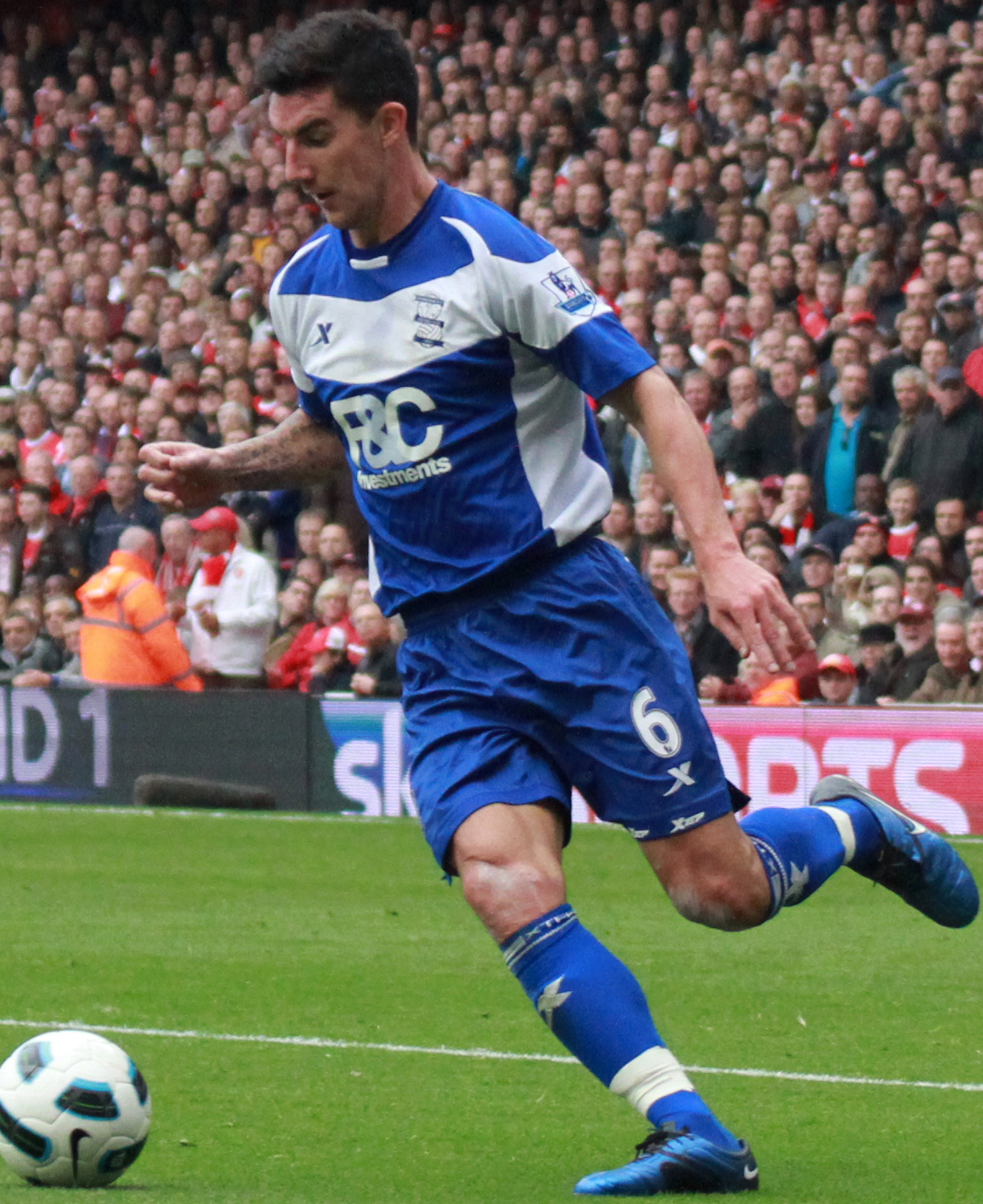
Риджуэлл в октябре 2010 года

 В регулярное отсутствии из-за травм капитана Дамьена Джонсона, он получал капитанскую повязку. Сам он это характеризовал как «большая честь».
Хотя была некая озабоченность по поводу того, как некоторые фанаты воспримут капитана — бывшего игрока «Виллы». Первый гол за клуб забил «Уигану», матч завершился победой «синих» (3:2). А затем вновь отличился, но в этот раз автоголом, по иронии судьбу это случилось в бирмингемском дерби, на стадионе «Сент-Эндрюс» — домашней для клуба Риджуэлла.
В апреле 2009 года сломал ногу после того, как в игре с «Плимут Аргайл», столкнулся с нападающим «пилигримов» Джейми Маки. К футболу вернулся, лишь спустя пять месяцев, и играть ему пришлось на менее знакомой позиции левого защитника. Из-за того, что Роджер Джонсон и Скотт Данн крепко обосновались на позициях центра защиты, Риджуэллу пришлось продолжать исполнять роль левого защитника. В это время клуб установил личной рекорд беспроигрышной серии в высший лиги.

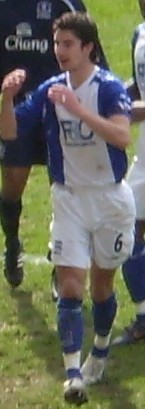
Риджуэлл в матче против «Эвертона»

Лиам забил гол в ворота «Дерби Каунти», чем помог своему клубу выйти в четвертьфинал Кубка Англии. В четвертьфинальном матче против «Портсмута», его гол не был засчитан. Также, забил гол в ворота «Ливерпуля», а матч закончился со счётом 1:1.
В июне 2010 года подписал новый контракт, вплоть до 2013 года.
Сыграл все 90 минут в чемпионском для клуба матче Кубка Лиги против лондонского «Арсенала». Благодаря победе в Кубке Лиги, «Бирмингем Сити» квалифицировался в Лигу Европы. В отсутствие нескольких полузащитников из-за травмы, Риджуэлл играл в матче плей-офф Лиги Европы с «Насьоналом» на малознакомой позиции полузащитника.
В августе 2011 года поднял вопрос о его трансфере, но руководство отвергло такое такое развитие событий. И даже несмотря на интерес «Ньюкасла», Риджуэлл остался в клубе.

### «Вест Бромвич»
31 января 2012 года подписал контракт с клубом Английской премьер-лиги «Вест Бромвичом». Контракт был подписан сроком на 2,5 года, сумма сделки не разглашается.
12 февраля 2012 года дебютировал за новый клуб в матче против «Вулверхэмптона», а тот матч завершился победой «дроздов» (5:1). Первую домашнею игру на стадионе «Хоторнс» провёл против «Сандерленда», а матч закончился всё той же разгромной победой, но уже со счётом 4:0.
7 апреля 2012 забил свой первый гол за «Вест Бром» в матче против «Блэкберн Роверс», а в итоге встреча закончилась со счётом 3:0 в пользу подопечных Роя Ходжсона.

### «Портленд Тимберс»
25 июня 2014 года Риджуэлл подписал контракт с клубом MLS «Портленд Тимберс» по правилу назначенного игрока. Его дебют в североамериканской лиге состоялся 18 июля 2014 года в матче против «Колорадо Рэпидз». Риджуэлл был включён в состав команды звёзд MLS на матч всех звёзд MLS 2014 против «Баварии» в качестве замены травмировавшемуся Кайлу Бекерману. 16 августа 2014 года в матче против «Нью-Инглэнд Революшн» он забил свой первый гол за «Тимберс».
8 января 2015 года Риджуэлл отправился в шестинедельную аренду в «Уиган Атлетик».
В сезоне 2015 Риджуэлл помог «Портленд Тимберс» впервые в истории выиграть Кубок MLS.
В начале 2016 года Риджуэлл находился в краткосрочной аренде в «Брайтон энд Хоув Альбион».
10 января 2019 года Риджуэлл и «Портленд Тимберс» достигли договорённости о расторжении контракта по обоюдному согласию.

### «Халл Сити»
31 января 2019 года Риджуэлл присоединился к «Халл Сити», подписав контракт на оставшуюся часть сезона 2018/19. За «Халл Сити» он дебютировал 9 февраля в матче против «Дерби Каунти».

## Достижения
Командные
 Астон Вилла
- Обладатель Молодёжного кубка Англии: 2001/02

 Бирмингем Сити
- Обладатель Кубка Футбольной лиги: 2011

 Портленд Тимберс
- Чемпион MLS (обладатель Кубка MLS): 2015

Индивидуальные
- Участник матча всех звёзд MLS: 2014